# Видеоконференция
Видеоконференцията представлява комуникационна връзка между двама потребители или група от потребители, независимо от местоположението им, като същевременно позволяват на участниците да се виждат и слушат в реално време по начин, определен от вида на конференцията.

## Комуникация
Използват се различни устройства, за да може да се предостави на участниците аудио и видео сигнал: екрани, камери, микрофони, високоговорители, проектори и др. Една корпоративна мрежа, основаваща се на различни принципи, както и глобалната интернет мрежа, може да се използва като комуникационна среда.
Видеоконферентните системи предлагат инструменти за екранно или отделно споделяне на прозорци, заснемане и прехвърляне на презентации и документи от различни формати. Това се постига чрез използване на специален софтуер, допълнителни камери, заснемане на видеосигнал на лаптопи, компютри и други системи, включително медицински комплекси.
Видеоконферентната връзка е модерен високотехнологичен комуникационен инструмент за повишаване на ефективността на бизнеса, оптимизиране на бизнес процесите, ускоряване на процеса на вземане на решения и спестяване на пари от пътувания.

## Видове видеоконференции
Има два основни типа видеоконференции: лични видеоконференции и групови конференции. Личната видеоконферентна връзка включва видео сесия между двама потребители. Груповата конференция включва всички други видове конференции.

### Видеообаждане 1:1
Видеообаждането „1:1“ включва двама участници, които могат да виждат и слушат едновременно. Потребителите могат да използват различни инструменти за сътрудничество по време на сесия за видеоконференции от всякакъв тип, напр. текстови съобщения, прехвърляне на файлове, презентации и споделяне на други медийни данни.

### Симетрична видеоконференция
Тя включва повече от 2-ма участници, които могат да виждат и слушат едновременно. Груповата видеоконферентна връзка е идеална за тези срещи, които изискват максимално участие на всички участници.

### Видеоконферентна връзка за дистанционно обучение
Специален режим, който позволява на говорителя (лектора) да вижда и чува всички участници, докато всички участници виждат и чуват само него. По този начин студентите могат да се фокусират върху учебния процес, да не се разсейват от други студенти и лекторът да може да ги наблюдава.

### Видео стрийминг
Стрийминг е режим на конференция, който позволява на говорителя да предава без да може да вижда или чува участниците. Обратна връзка е налична само чрез чатове. По време на излъчването между говорещия и другите участници в конференцията често се прилага забавяне до няколко секунди, за да се напаснат различията в мрежовите условия.